# Близък изток
Близкият изток е политически термин, с който се обозначават различни географски райони около южните и източни части на Средиземно море – от източната част на Средиземно море до Персийския залив. Близкият изток е трансконтинентален подрегион на Африка-Азия, и в отделни части – Африка. Трите влиятелни култури в региона са арабската, тюркската и персийската. Те имат три генетично различни езици и етноси – араби, тюрки и перси.
Терминът някога се е отнасял за държавите на Балканския полуостров, но в наши дни под Близък изток се разбират държавите от Западна Азия, разположени между Средиземно море и Иран. Близкият изток може да бъде разделен на няколко историко-географски района – Анадол (Турция), Левант (Сирия, Ливан, Йордания, Кипър, Израел и Палестинската територия), Месопотамия (Ирак), Арабия (Саудитска Арабия, Йемен, Оман, Кувейт, ОАЕ и Катар), Персия (Иран) и в някои случаи Задкавказието (Грузия, Армения и Азербайджан).

## Граници
„Близък изток“ е общо понятие и по тази причина границите не са категорично определени. Обикновено в тази област се включват Бахрейн, Египет, Иран, Ирак, Израел, Йордания, Кувейт, Ливан, Оман, Катар, Саудитска Арабия, Сирия, Турция, Обединените арабски емирства, Йемен и палестинските територии Ивицата Газа и Западния бряг.
Държавите от Магреб (Алжир, Либия, Мароко и Тунис), както и Судан, често са свързвани с Близкия изток, тъй като имат силни езикови, етнически, исторически и културни връзки с него. Африканските държави Мавритания и Сомалия също имат връзки с региона. Въпреки че Кипър е във или близо до Близкия изток, смята себе си за част от Европа и е пълноправен член на Европейския съюз. На изток Афганистан и Пакистан понякога се свързват с Близкия изток.

## Близък изток и Среден изток
В някои западни езици се използват две понятия: Близък изток (на английски: Near East) и Среден изток (на английски: Middle East), което внася объркване. Като Близък изток се схващали земите в източната част на Средиземно море, включително Североизточна Африка и понякога Балканският полуостров, докато Среден изток включвал целия Близък изток, Иран и Афганистан. Тази употреба на Среден и Близък изток е остаряла и води началото си от първите модерни западни географи, които са разбирали под Близък изток само близките части на Ориента, които общо взето по онова време са в рамките на Османската империя. След Втората световна война понятието Близък изток се налага по-устойчиво, макар и често двете да се използват взаимозаменяемо.
Международни организации като Световната банка често използват съчетанието Близък изток и Северна Африка (Middle East and North Africa, MENA), което изключва Турция от Близкия изток, но пък прибавя Иран и арабските страни от Южното Средиземноморие: Алжир, Тунис, Либия и Мароко.:с. 18

## Държави и територии
| Държава със знаме                  | Площ (km²) | Население                                                     | Гъстота        | Столица   | БВП (в млрд. щ.д.) | БВП на глава от населението (в щ.д.) | Валута           | Форма на управление                 | Официален език   | Герб |
| ---------------------------------- | ---------- | ------------------------------------------------------------- | -------------- | --------- | ------------------ | ------------------------------------ | ---------------- | ----------------------------------- | ---------------- | ---- |
| Арабски полуостров:                |            |                                                               |                |           |                    |                                      |                  |                                     |                  |      |
| Кувейт                             | 17 820     | 3 100 000                                                     | 119            | Кувейт    | 136                | 55 400                               | Кувейтски динар  | Конституционна монархия             | Арабски          |      |
| Бахрейн                            | 665        | 656 397                                                       | 1016           | Манама    | 14                 | 20 500                               | Бахрейнски динар | Конституционна монархия             | Арабски          |      |
| Оман                               | 212 460    | 3 200 000                                                     | 13             | Маскат    | 54                 | 17 000                               | Омански риял     | Абсолютна монархия                  | Арабски          |      |
| Катар                              | 11 437     | 793 341                                                       | 69             | Доха      | 69                 | 75 400                               | Катарски риал    | Монархия                            | Арабски          |      |
| Саудитска Арабия                   | 1 960 582  | 23 513 330                                                    | 12             | Риад      | 446                | 21 200                               | Саудитски риал   | Абсолютна монархия                  | Арабски          |      |
| Обединени арабски емирства         | 86 600     | 6 000 000                                                     | 30             | Абу Даби  | 450                | 55 200                               | Дирхам           | Федералална конституционна монархия | Арабски          |      |
| Йемен                              | 527 970    | 18 701 257                                                    | 35             | Сана      | 19                 | 1000                                 | Йеменски риал    | Република                           | Арабски          |      |
| Левант:                            |            |                                                               |                |           |                    |                                      |                  |                                     |                  |      |
| Израел                             | 20 770     | 7 446 700 Архив на оригинала от 2011-08-11 в Wayback Machine. | 324            | Йерусалим | 232,7              | 33 299                               | Шекел            | Парламентарна република             | Иврит, арабски   |      |
| Палестинска автономия Ивицата Газа | 360        | ~ 1 100 000 до 1 387 276                                      | 3.055 до 3.853 | Газа      |                    |                                      | Шекел            | Палестинска автономия Хамас         | Арабски, иврит   |      |
| Палестинска автономия Западен бряг | 5860       | ~ 1 500 000 до 2 274 929                                      | 256 до 388     | Рамала    |                    |                                      | Шекел            | Палестинска автономия Фатах         | Арабски, иврит   |      |
| Йордания                           | 92 300     | 5 307 470                                                     | 58             | Аман      | 28                 | 5100                                 | Йордански динар  | Конституционна монархия             | Арабски          |      |
| Ливан                              | 10 452     | 3 677 780                                                     | 354            | Бейрут    | 24                 | 5700                                 | Ливанска лира    | Република                           | Арабски          |      |
| Сирия                              | 185 180    | 17 155 814                                                    | 93             | Дамаск    | 72                 | 5400                                 | Сирийска лира    | Президентска република              | Арабски          |      |
| Северна Африка:                    |            |                                                               |                |           |                    |                                      |                  |                                     |                  |      |
| Египет                             | 1 001 449  | 77 498 000                                                    | 74             | Кайро     | 334                | 4200                                 | Египетска лира   | Президентска република              | Арабски          |      |
| Други:                             |            |                                                               |                |           |                    |                                      |                  |                                     |                  |      |
| Иран                               | 1 648 195  | 71 208 000                                                    | 42             | Техеран   | 850                | 12 300                               | Ирански риал     | Ислямска република                  | Персийски        |      |
| Турция                             | 800 070    | 76 000 000                                                    | 94             | Анкара    | 1,400 трлн.        | 20 000                               | Турска лира      | Президентска република              | Турски           |      |
| Ирак                               | 437 072    | 24 001 816                                                    | 55             | Багдад    | 90                 | 3600                                 | Иракски динар    | Парламентарна република             | Арабски, кюрдски |      |

Обща информация от CIA: The World Factbook